# Fight Night Round 2
Fight Night Round 2 (även känd som Fight Night 2005) är uppföljaren till Electronic Arts 'Fight Night 2004. Det släpptes för PlayStation 2, Xbox och Nintendo GameCube-konsoler 2005. Det var det enda Fight Night-spelet i serien till släppas på GameCube.